# Bebertal
Bebertal is een plaats en voormalige gemeente in de Duitse deelstaat Saksen-Anhalt, en maakt deel uit van de Landkreis Börde.
Bebertal telt 1.672 inwoners.